# Stazione di Morrovalle-Monte San Giusto
Stazione di Morrovalle-Monte San Giusto vasútállomás Olaszországban, Marche régióban, Morrovalle településen.

## Vasútvonalak
Az állomást az alábbi vasútvonalak érintik:
- Civitanova-Fabriano-vasútvonal

## Kapcsolódó állomások
A vasútállomáshoz az alábbi állomások vannak a legközelebb: 
- Stazione di Montecosaro
- Stazione di San Claudio